# Hilara quadrula
Hilara quadrula är en tvåvingeart som beskrevs av Chvala 2002. Hilara quadrula ingår i släktet Hilara och familjen dansflugor.
Artens utbredningsområde är Tjeckien. Arten är reproducerande i Sverige. Inga underarter finns listade i Catalogue of Life.